# Marinko Matosevic
Marinko Matosevic (n, 8 de agosto de 1985 en Jajce, Yugoslavia) es un exjugador de tenis australiano. En su carrera no ha conquistado torneos a nivel ATP y su mejor posición en el ranking fue N°39 en febrero de 2013. En 2012 disputó su primera final ATP ante Kevin Anderson en Delray Beach, perdiendo por 4-6, 6-7(2).

## Títulos ATP (0; 0+0)

### Individual (0)
| Leyenda                         |
| Grand Slam (0)                  |
| ATP Wourld Tour Finals (0)      |
| ATP Masters 1000 World Tour (0) |
| ATP World Tour 500 series (0)   |
| ATP World Tour 250 series (0)   |

#### Finalista (1)
| N. | Data               | Torneo       | Superficie | Oponente en la final | Resultado   |
| 1. | 4 de marzo de 2012 | Delray Beach | Dura       | Kevin Anderson       | 4–6, 6-7(2) |

### Dobles (0)
| Leyenda                         |
| Grand Slam (0)                  |
| ATP Wourld Tour Finals (0)      |
| ATP Masters 1000 World Tour (0) |
| ATP World Tour 500 series (0)   |
| ATP World Tour 250 series (0)   |

#### Finalista (1)
| N.º | Fecha                 | Torneos  | Superficie | Pareja         | Oponentes                  | Resultado           |
| --- | --------------------- | -------- | ---------- | -------------- | -------------------------- | ------------------- |
| 1.  | 17 de febrero de 2013 | San José | Dura (i)   | Lleyton Hewitt | Xavier Malisse Frank Moser | 0–6, 7–6(5), [4–10] |

### Títulos Challengers y Futures (9)
| Leyenda                 |
| ATP Challenger Tour (4) |
| ITF Futures (5)         |

| N. | Data                   | Torneo          | Superficie | Oponente en la final   | Resultado      |
| 1. | 12 de mayo de 2008     | Morelia         | Dura       | Miguel Gallardo-Valles | 6–3, 4–6, 6–3  |
| 2. | 19 de mayo de 2008     | Puerto Vallarta | Dura       | Nima Roshan            | 6–3, 6–78, 6–3 |
| 3. | 20 de octubre de 2008  | Happy Valley    | Dura       | Greg Jones             | 6–1, 7–63      |
| 4. | 1 de diciembre de 2008 | Sorrento        | Dura       | Marcelo Domínguez      | 6–3, 7–64O     |
| 5. | 16 de febrero de 2009  | Berri           | Hierba     | Colin Ebelthite        | 6–3, 6–4       |
| 6. | 12 de julio de 2010    | Aptos           | Dura       | Donald Young           | 6–4, 6–2       |
| 7. | 18 de octubre de 2010  | Calabasas       | Dura       | Ryan Sweeting          | 2–6, 6–4, 6–3  |
| 8. | 12 de febrero de 2012  | Caloundra       | Dura       | Greg Jones             | 6–0, 6–2       |
| 9. | 13 de mayo de 2012     | Atenas          | Dura       | Ruben Bemelmans        | 6–3, 6–4       |